# レッスルマニアXIV
レッスルマニアXIV（レッスルマニアフォーティーン、WrestleMania XIV）は、1998年3月29日にアメリカ合衆国のプロレス団体WWE（当時はWWF）が開催した年間最大の興行およびPPVの名称である。

## 概要
- この大会でWWEにおけるPPV受信世帯が初めて70万世帯を突破[2]。

- メインイベントのWWF王座戦ではD-ジェネレーションXのテーマ曲を歌っているクリス・ウォーレン率いるDXバンドが生演奏を披露した。また、特別レフェリーとして元ボクシング世界王者のマイク・タイソンが出場した。

- なお、メイン戦は後にWWEから発売されたレッスルマニアXXのDVD特典に収録されている、WWEのスーパースター達が選ぶレッスルマニア名勝負トップ10において8位に選ばれている。

- TAKAみちのくが日本人レスラーとして初のシングル出場。

## マイク・タイソンの出場
- メインイベントのWWF王座戦は元WBA、WBC、IBF世界ヘビー級王者で現役プロボクサーのマイク・タイソンが出場することによりプロレス内外を含め大きな注目を集め、当日は100人を超える報道関係者が世界中から来場した。

- 本大会の約半年前に放送された『ロウ・イズ・ウォー』においてビンス・マクマホンがリング上にタイソンを招待し、レッスルマニアのメイン戦にタイソンが参加することを発表するセレモニーを行っていた。しかし、バックステージにいたストーン・コールド・スティーブ・オースチンはこれを不服とし、突如リングに乱入、タイソンの眼前でマイクアピールをし本人をこき下ろした。終始落ち着きを払っていたタイソンだが、オースチンが中指を立てた直後に彼を突き倒し、リング上で乱闘する両者をWWF陣営とタイソン陣営が抑え込む大騒ぎとなった（なお、この時のタイソン陣営には10年後のレッスルマニアXXIVにて試合をすることになるフロイド・メイウェザー・ジュニアがおり、オースチンに殴打されている）。

- 当日、タイソンはオースチンの対戦相手であるD-ジェネレーションXのショーン・マイケルズと共闘するヒールのポジションで登場したが、試合終盤にオースチンのスタナーがマイケルズに決まるとタイソンは高速カウントでオースチンの勝利を援護、彼の手を上げ初戴冠を祝福した。試合後、裏切られたマイケルズがタイソンに詰め寄り、ついにはパンチを放つがタイソンはこれを即座にカウンターで返しマイケルズをノックアウト。最終的にタイソンはベビーフェイスとなり、観客の喝采を浴びて大会は終了した。

- なお、ショーン・マイケルズは本大会後の『ロウ・イズ・ウォー』にてタイソンのパンチのダメージを理由に、セミリタイア宣言をして一時的にWWFを離脱した（実際の理由は長年のハードバンプによる椎間板ヘルニアの悪化）。

- タイソンにはこの1試合のギャランティーとして300万ドルが支払われた[3]。

- 2010年1月11日、RAWのゲストホストとしてタイソンがWWEに再登場し、メイン戦でヒールのクリス・ジェリコと組み因縁の残るD-Xと対戦した。試合終盤になると突然タイソンがジェリコの後ろに立ち、シャツを脱いでその下に着ていたD-Xのシャツを見せジェリコをノックアウト。レッスルマニア出場時と同様に最後はベビーフェイスに転じ、D-Xとの約12年ぶりの和解を果たした。

## 結果
- WWFタッグ王座第一挑戦者決定タッグチームバトルロイヤル -Number One Contenders Tag Team Battle Royal for the WWF Tag Team Championship-

優勝チーム : LOD2000 (ホーク&アニマル) (w / サニー)
他参加チーム : ニュー・ミッドナイト・エクスプレス (ボンバスティック・ボブ&ボディシャス・バート) (w / ジム・コルネット)  、ゴッドウィンズ (ヘンリー&フィニアス) 、ネーション・オブ・ドミネーション (ファルーク&カマ・ムスタファ) 、ネーション・オブ・ドミネーション (ディーロ・ブラウン&マーク・ヘンリー) 、ロックンロール・エクスプレス (リッキー・モートン&ロバート・ギブソン) 、ケベッカーズ (ジャック&ピエール) 、トゥルース・コミッション (リーコン&スナイパー) 、ロス・ボリクァス (サビオ・ベガ&ミゲル・ペレス) 、ロス・ボリクァス (ホセ・エストラーダ&ヘスス・カスティーヨ) 、トゥー・マッチ (ブライアン・クリストファー&スコット・テイラー) 、ヘッドバンガーズ (モッシュ&スラッシャー) 、ディサイプルズ・オブ・アポカリプス (8ボール&スカル) 、チェインズ&ブラッドショー、スティーブ・ブラックマン&フラッシュ・ファンク
- WWFライトヘビー級王座戦 -WWF Light Heavyweight Championship-

○TAKAみちのく(c) vs アギラ●
- WWFヨーロピアン王座戦 -WWF European Championship-

○ハンター・ハースト・ヘルムスリー (c) (w / チャイナ) vs オーエン・ハート●
- ○マーク・メロ&セイブル vs ゴールダスト&ルナ

- WWFインターコンチネンタル王座戦 -WWF Intercontinental Championship-

○ザ・ロック (c) vs ケン・シャムロック●
ケン・シャムロックの反則負け
- ダンプスター・マッチ形式WWFタッグ王座戦 -Dumpster Match for the WWF Tag Team Championship-

●ニュー・エイジ・アウトローズ (ロード・ドッグ&ビリー・ガン) (c) vs カクタス・ジャック&チェーンソー・チャーリー○
- ○ジ・アンダーテイカー vs ケイン (w / ポール・ベアラー) ●

- WWF王座戦 -WWF Championship- スペシャル・レフェリー : マイク・タイソン

●ショーン・マイケルズ (c) vs "ストーンコールド" スティーブ・オースチン○